# Dikoleps pruinosa
Dikoleps pruinosa is een slakkensoort uit de familie van de Skeneidae. De wetenschappelijke naam van de soort is voor het eerst geldig gepubliceerd in 1896 door Chaster.